# 김복형
김복형(金福馨, 1968년 5월 5일~)은 대한민국의 법조인으로 헌법재판소 재판관(2024. 9.~)이다.

## 생애
1968년 경남 거제에서 태어나 부산서여자고등학교, 서울대학교 법과대학을 졸업한 뒤 1992년 제34회 사법시험에 합격하였다. 사법연수원을 24기로 마치고 1995년에 서울지방법원 판사로 임관하였다. 2008년에는 대법원 재판연구관을 지냈는데, 당시까지 특정 대법관에게 전속된 대법원 재판연구관에는 여성 판사가 보임된 전례가 없었음에도 김복형 판사는 여성 최초로 전속 재판연구관으로 근무한 기록을 세웠다.
조희대 대법원장에 의해 이은애 재판관을 이을 후보자로 지명되었으며, 국회에서 인사청문회를 거쳐 2024년 9월 11일에 청문보고서가 채택되었고, 그 다음날 윤석열 대통령에 의해 임명안이 재가되었다.

## 경력
- 1992년 10월: 제34회 사법시험 합격
- 1995년 2월: 사법연수원 24기 수료
- 1995년 3월~1997년 2월: 서울지방법원 판사
- 1997년 2월~1999년 2월: 서울지방법원 북부지원 판사
- 1999년 3월~2001년 2월: 울산지방법원 판사
- 2001년 2월~2002년 8월: 수원지방법원 판사
- 2002년 8월~2003년 8월: 국외교육파견 (프랑스 파리제2대학)
- 2004년 2월~2006년 8월: 서울중앙지방법원 판사
- 2006년 8월~2008년 2월: 서울고등법원 판사
- 2008년 2월~2010년 2월: 대법원 재판연구관
- 2010년 2월~2011년 2월: 대구지방법원 부장판사
- 2011년 2월~2018년 2월: 서울고등법원 판사
- 2018년 2월~2020년 2월: 서울고등법원 춘천재판부 부장판사
- 2020년 2월~2021년 2월: 춘천지방법원 수석부장판사
- 2021년 2월~2022년 2월: 수원고등법원 부장판사
- 2022년 8월~2024년 8월: 서울고등법원 부장판사
- 2024년 8월~2024년 9월: 대법원 고등법원 부장판사
- 2024년 9월~: 헌법재판소 재판관